# 윤시호
윤시호 (尹施淏, 1984년 5월 2일 ~ )는 왼쪽 수비수로 뛰고 있는 대한민국의 축구 선수이다. 현재 오산고등학교 감독으로 활동중이다.
2003년 안양 LG 치타스 (현 FC 서울)에 입단하여 경찰 축구단을 군 복무를 마치고 2010년까지 FC 서울에서 활약하다 2011년 2월 11일 대구 FC로 이적하였다. 2012년 2월 2일 다시 FC 서울로 이적하였다. 이후 2013년 시즌 개막전 전남 드래곤즈로 이적하였다. 2013년 7월 전남 드래곤즈와 상호 계약 해지, 경주 한국수력원자력 축구단로 이적하였다.원래 이름은 윤홍창(尹洪唱)이었지만 2011년 윤시호(尹施淏)로 개명하였다. 원래 이름은 윤홍창(尹洪唱)이었지만 2011년 윤시호(尹施淏)로 개명하였다.

## 수상 내역

#### FC 서울
- K리그 우승 1회 (2010년)
- 리그컵 우승 1회 (2010년)